# قضايا بيئية في الصين

إن القضايا البيئية في الصين كثيرة، وتؤثر بشدة على البيئة الفيزيائية الحيوية وصحة الإنسان في البلاد.
أقرت الحكومة الصينية بالمشكلات وقدمت استجابات متعددة، ما أدى إلى بعض التحسينات، ولكن انتُقدَت الردود باعتبارها غير كافية. في السنوات الأخيرة، تزايد نشاط المواطنين ضد القرارات الحكومية التي تُعد ضارة بالبيئة، وأفاد مسؤول متقاعد من الحزب الشيوعي الصيني أن عام 2012 شهد أكثر من 50000 احتجاج بيئي في الصين.

## السياسة البيئية
وصف مركز التقدم الأمريكي سياسة الصين البيئية بأنها مماثلة لسياسة الولايات المتحدة قبل عام 1970. وهذا يعني أن الحكومة المركزية تصدر تنظيمات صارمة إلى حد ما، لكن عمليات المراقبة والتنفيذ الفعلية تقوم بها إلى حد كبير الحكومات المحلية الأكثر اهتمامًا بالنمو الاقتصادي. علاوةً على ذلك، بسبب السلوك المقيد للنظام غير الديمقراطي في الصين، فإن العمل البيئي الذي تقوم به القوات غير الحكومية، مثل المحامين والصحفيين والمنظمات غير الحكومية، يتعرض لإعاقة شديدة.
منذ عام 2002، زاد عدد الشكاوى المقدمة للسلطات البيئية بنسبة 30 في المئة كل عام، ليصل إلى 600000 في عام 2004؛ في غضون ذلك، وفقًا لمقال أصدره مدير معهد الشؤون العامة والبيئية ما جون في عام 2007، ارتفع عدد الاحتجاجات الجماعية الناجمة عن القضايا البيئية بنسبة 29 في المئة كل عام منذ ذلك الوقت. تسبب الاهتمام المتزايد بالقضايا البيئية في أن تبدي الحكومة الصينية درجة متزايدة من الاهتمام تجاه القضايا البيئية وخلق نمو مستدام.
على سبيل المثال، تحدث ون جيا باو، رئيس مجلس الدولة الصين الشعبية، في خطابه السنوي في عام 2007، عن 48 إشارة إلى «البيئة» و «التلوث» و «الحفاظ على البيئة»، ثم نُفّذَت تنظيمات بيئية أكثر صرامة في وقت لاحق. وأُلغيت بعض إعانات الدعم للصناعات الملوثة، في حين أغلقت بعض الصناعات الملوثة. ومع ذلك، وعلى الرغم من أن تعزيز تكنولوجيا الطاقة النظيفة قد حدث، فإن كثيرًا من الأهداف البيئية لم تتحقق.
بعد خطاب عام 2007، استمرت الصناعات الملوثة في الحصول على قروض غير مكلفة للأراضي والمياه والكهرباء والنفط والبنوك، في حين لم تنظر الحكومة في الإجراءات الموجهة نحو السوق، مثل الرسوم الإضافية على الوقود والفحم، على الرغم من نجاحها المؤكد في بلدان أخرى.
كان التأثير الكبير للفساد أيضًا عائقًا أمام التطبيق الفعال، حيث تجاهلت السلطات المحلية الأوامر وأعاقت فعالية القرارات المركزية. استجابةً للوضع البيئي الصعب، قام الرئيس هو جينتاو بتنفيذ برنامج «الناتج المحلي الإجمالي المعدل بيئيًا»، حيث يُعدَّل الناتج المحلي الإجمالي للصين للتعويض عن الآثار البيئية السلبية؛ ومع ذلك، فقد البرنامج نفوذه الرسمي في ربيع عام 2007 بسبب طبيعة مواجهة البيانات.
ادَّعى الباحث الرئيسي في المشروع أن قادة الأقاليم أنهوا البرنامج، قائلين «لا يحب المسؤولون أن يقفوا في صفوف وأن يُفرَض عليهم كيف يتعاملون مع أهداف القيادة.... كان الأمر أصعب من أن يتقبلوه».
في عام 2014، عدلت الصين قوانين الحفاظ على البيئة الخاصة بها للمساعدة في مكافحة التلوث وعكس مسار الأضرار البيئية في البلاد.

## المشاكل التي واجهتها البيئة

### موارد المياه
تتأثر موارد المياه في الصين بكل من النقص الحاد في كمية المياه والتلوث الشديد في نوعية المياه. أدى تزايد عدد السكان والنمو الاقتصادي السريع فضلًا عن تراخي الرقابة البيئية إلى زيادة الطلب على المياه وزيادة تلوثها. استجابت الصين بتدابير مثل البناء السريع للبنية التحتية للمياه وزيادة التنظيم وكذلك استكشاف عدد من الحلول التكنولوجية الإضافية. لكن استخدام المياه بواسطة محطات الطاقة الفحمية يؤدي إلى جفاف شمال الصين.
وفقًا للحكومة الصينية في عام 2014، إن 59.6% من مواقع المياه الجوفية سيئة أو سيئة للغاية.
أشارت دراسة بحثية أُجريت عام 2016 إلى أن مياه الصين تحتوي على كميات خطيرة من العامل المسبب للسرطان «ثنائي ميثيل نتروزامين» في الصين، يُعتقد أن ثنائي ميثيل نتروزامين هو نتيجة ثانوية لعمليات معالجة المياه المحلية (التي تنطوي على الكلور الثقيل).

### إزالة الغابات
على الرغم من أن الغطاء الحرجي في الصين لا يتجاوز 21.15%، إلا أن البلاد لديها بعض من أكبر مساحات أراضي الغابات في العالم، ما يجعلها هدفًا رئيسيًا لجهود الحفاظ على الغابات. في عام 2001، أدرج برنامج الأمم المتحدة للبيئة (يو إن إي بّي) الصين ضمن البلدان الخمسة عشر الأولى التي لديها «غابات مغلقة»، أي غابات بكر أو غابات بدائية أو غابات جُدّدَت بشكل طبيعي.
تُعتَبر 12% من مساحة الأراضي في الصين، أو أكثر من 111 مليون هكتار، غابات مغلقة. ومع ذلك، يقدر برنامج الأمم المتحدة للبيئة أيضًا أن 36% من الغابات المغلقة في الصين تواجه ضغوطًا من الكثافة السكانية العالية، ما يجعل جهود الحفاظ على البيئة مهمة بشكل خاص. في عام 2011، وفي عام 2011، أدرجت منظمة الحفاظ على البيئة الدولية غابات سيشوان الجنوبية الغربية كواحدة من أكثر عشر مناطق حرجية مهددة في العالم.
وفقًا لموقع الحكومة الصينية على شبكة الإنترنت، استثمرت الحكومة المركزية أكثر من 40 مليار يوان بين عامي 1998 و 2001 في حماية الغطاء النباتي، والإعانات الزراعية وتحويل الأراضي الزراعية إلى الغابات. بين عامي 1999 و 2002، حولت الصين 7.7 مليون هكتار من الأراضي الزراعية إلى غابات.

### سد الممرات الثلاثة
ينتج سد الممرات الثلاثة 3% من الكهرباء في الصين، لكنه شرد المنازل وتسبب في مشاكل بيئية داخل البيئة المحلية.

### استصلاح الساحل
تُعتبر البيئة البحرية في الصين، بما فيها البحر الأصفر وبحر الصين الجنوبي، من بين أكثر المناطق البحرية تدهورًا على الأرض. أسفر فقدان الموائل الساحلية الطبيعية بسبب استصلاح الأراضي البحرية عن تدمير أكثر من 65% من الأراضي الرطبة بفعل المد والجزر حول البحر الأصفر في الصين خلال 50 عامًا. تُعتبر التنمية الساحلية السريعة للزراعة والزراعة المائية والتنمية الصناعية الدافع الرئيسي للدمار الساحلي في المنطقة.

### تلوث الأرض
لا يزال التصحر يمثل مشكلة خطيرة، حيث يستهلك مساحة أكبر من المساحة المستخدمة كأرض زراعية. على الرغم من أن التصحر ضُبِطَ في بعض المناطق، إلا أنه ما زال يتوسع بمعدل يزيد عن 67 كيلومتر مربع كل عام. يحدث 90% من التصحر في الصين غرب البلاد. ما يقارب 30% من مساحة الصين هي صحراء. يمكن أن يتسبب التصنيع السريع للصين في زيادة هذه المنطقة بشكل كبير. تتوسع صحراء جوبي في الشمال حاليًا بحوالي 950 ميل مربع (2500 كيلو متر مربع) سنويًا.
كانت السهول الشاسعة في شمال الصين تفيض بانتظام بالماء بواسطة النهر الأصفر. غير أن الإفراط في الرعي وتوسيع الأراضي الزراعية يمكن أن يؤدي إلى زيادة هذه المنطقة. في عام 2009، قُدر جفاف أكثر من 200 بحيرة على ارتفاع عالٍ في زويغي مارش، التي توفر 30% من مياه النهر الأصفر.
في عام 2001، بدأت الصين مشروع «الجدار الأخضر للصين». إنه مشروع لإنشاء «حزام أخضر» طوله 2800 ميل (4500 كم) لصد الصحراء المتعدية. انتهت المرحلة الأولى من المشروع، لاستعادة 9 ملايين فدان (36000 كيلومتر مربع) من الغابات، بحلول عام 2010 بتكلفة تقدر بنحو 8 مليارات دولار.
تعتقد الحكومة الصينية أنه بحلول عام 2050، يمكنها إعادة معظم الأراضي الصحراوية إلى غابات. ربما يكون هذا المشروع أكبر مشروع بيئي في التاريخ. لكنه انتُقِدَ لأسباب مختلفة مثل أن تكون الأساليب الأخرى أكثر فعالية.